# Barragem Hidroeléctrica Chixoy
A  Laguna  Hidroeléctrica Chixoy  é um lago artificial localizado na Guatemala. Localiza-se no departamento de Baja Verapaz e município de El Quiché.
A construção desta barragem e formação do consecuente lago teve inicio em 1977, durante o governo do General Kjell Eugenio Laugerud García. A construção terminou em 27 de novembro de 1983.
Devido a um erro de enginharia na construção do tunel de condução de água para as turbinas, houve que proceder ao seu reforço, facto que elevou o custo da obra.
Começou a trabalhar em 1986. o seu cousto inicial foi de 825 milhões de US Dolares. Esta barragem foi construida com a finalidade de produzir energia barata utilizando os recursos naturais existentes, e para satisfazer a Crescente procura por eletricidade.